# Abigail Lazkoz
Abigail Lazkoz Sáez (Bilbao, 16 de agosto de 1972) es una artista vasca. Inició sus estudios de Bellas Artes en la Universidad del País Vasco / Euskal Herriko Unibersitatea (UPV/EHU). Finalmente se licenció con la especialidad de pintura y pudo estudiar en la Winchester School of Arts en el Reino Unido con una beca Erasmus. Seguidamente cursará los cursos del Doctorado del Departamento de Pintura de la UPV / EHU hasta el año 1996.
Su primera exposición individual fue Fan Club Collection 1: Sam Sheppard (1998) en el Arriola Kultur Aretoa ( AKA ) de Elorrio, Bizkaia. A continuación participó en la XVI Muestra de Arte Joven organizada por el Instituto Nacional de la Juventud ( Injuve ), Madrid. En 2003 recibe la Beca Endesa para Artes Plásticas. Publica también en ese mismo año una recopilación de dibujos llamados Todo preocupa a la vez.
Al cabo de un año tiene la oportunidad de mostrar sus obras en la galería Bilko, de Bilbao y en la galería momento Art de Nueva York. Se le concede el Primer Premio Ertibil de Artes Plásticas de la Diputación Foral de Bizkaia (2005 ). A continuación, gana también el Primer Premio en el certamen Gure Artea (2006 ) otorgado por el Gobierno Vasco junto con Juan Pérez Agirregoikoa y Txuspo Poyo. Realiza una instalación mural en el Centre d'Art La Panera, titulada Desastres Naturales y expone en el Centro Cultural Montehermoso. Inaugura las exposiciones individuales Shuffle en el Espacio 13 de la Fundación Joan Miró ( Barcelona ) y Máquinas extraordinarias en la Sala Rekalde ( Bilbao ). El mismo año participa también en Cataluña, en concreto en Lérida, en la exposición de 25 obras, 17 artistas, 4 relatos en el Centro de Arte La Panera.
Finalmente, en 2010 se inaugura la exposición New Work a la Werkraum Godula Buchholz, Denklingen, Alemania. Bajo el título Arqueología de verano con perro y pájaro. Su obra forma parte de muestras colectivas en el Domus Artium 2002 ( DA2 ), Salamanca; el Museo Nacional de República, Brasilia, y el Círculo de Bellas Artes de Madrid. Participa también en la XII Bienal de Artes Plásticas Ciudad de Pamplona.